# Geboortehuis van Haydn
Het geboortehuis van Haydn (Duits: Haydn-Geburtshaus) is een museum in Rohrau in Neder-Oostenrijk. Het herinnert aan twee componisten en broers die hier werden geboren: Joseph (1732-1809) en Michael Haydn (1737-1806). 
Er zijn memorabilia te zien als muziekpapier, documenten, een buste en gebruiksartikelen zoals snuiftabakdoosje en verschillende meubelen.
Sinds augustus 2016 wordt het museum gerenoveerd. De heropening staat gepland op de 180e verjaardag van Michael Haydn in september 2017. Erna zal het rolstoeltoegankelijk gemaakt moeten zijn en allerlei multimediale toepassingen zijn ingevoerd.

## Geschiedenis
Het museum heeft een rieten dak en is ruimtelijk opgezet met grote lege ruimtes. Een voorbeeld hiervan is de woonkamer die in de loop van de tijd vrijwel ongewijzigd is gebleven. Ook de dekbalkgebinten zijn nog in originele staat.
Dit geldt niet voor alle ruimtes, waarvan de originele staat door een brand in 1899 verloren zijn gegaan. Oorspronkelijk is de keuken een schwarze Kuchl, ofwel een rookkeuken met open vuur. Deze is vrijwel geheel in originele staat teruggebracht.
Haydn woonde hier tot zijn zesde. Omdat zijn muzikale talent al vroeg opgemerkt werd, vertrok hij toen naar Hainburg an der Donau. Daar kreeg hij muziekonderwijs van een kennis van de familie, de schoolrector Johann Matthias Frankh.
Het huis werd in 1958 gekocht en werd het jaar erna geopend als museum over de twee broers.

## Galerij

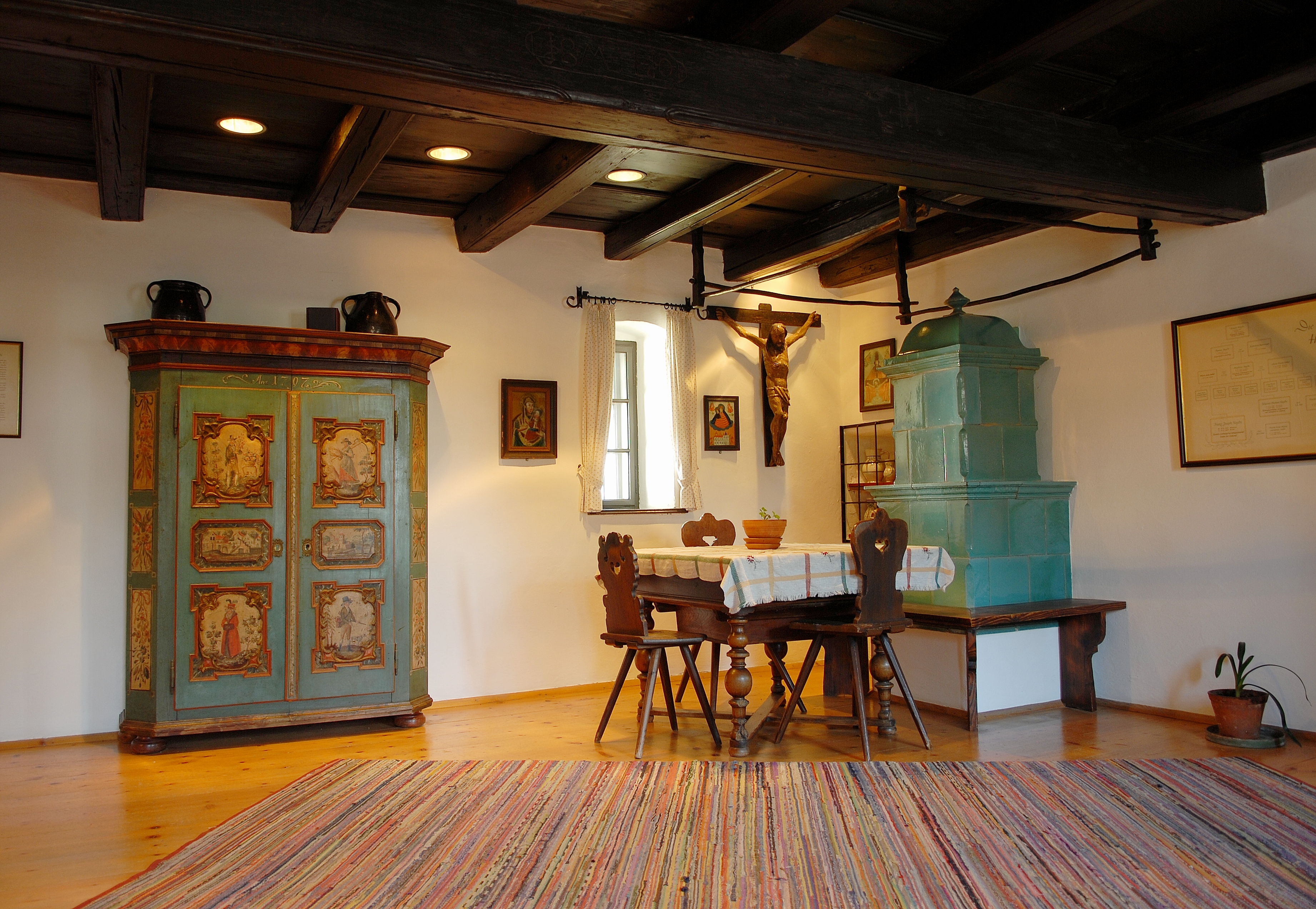
woonkamer
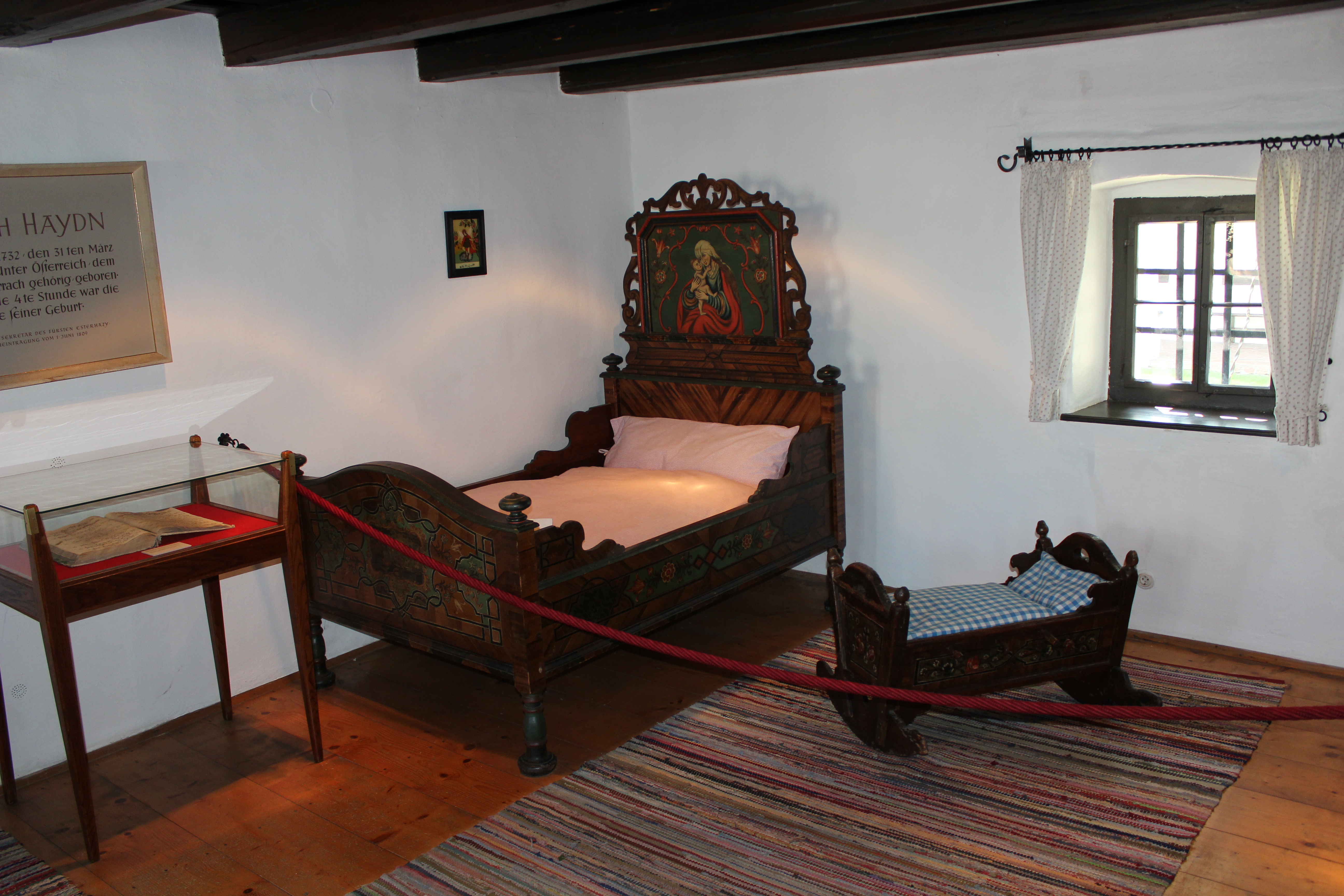
slaapkamer
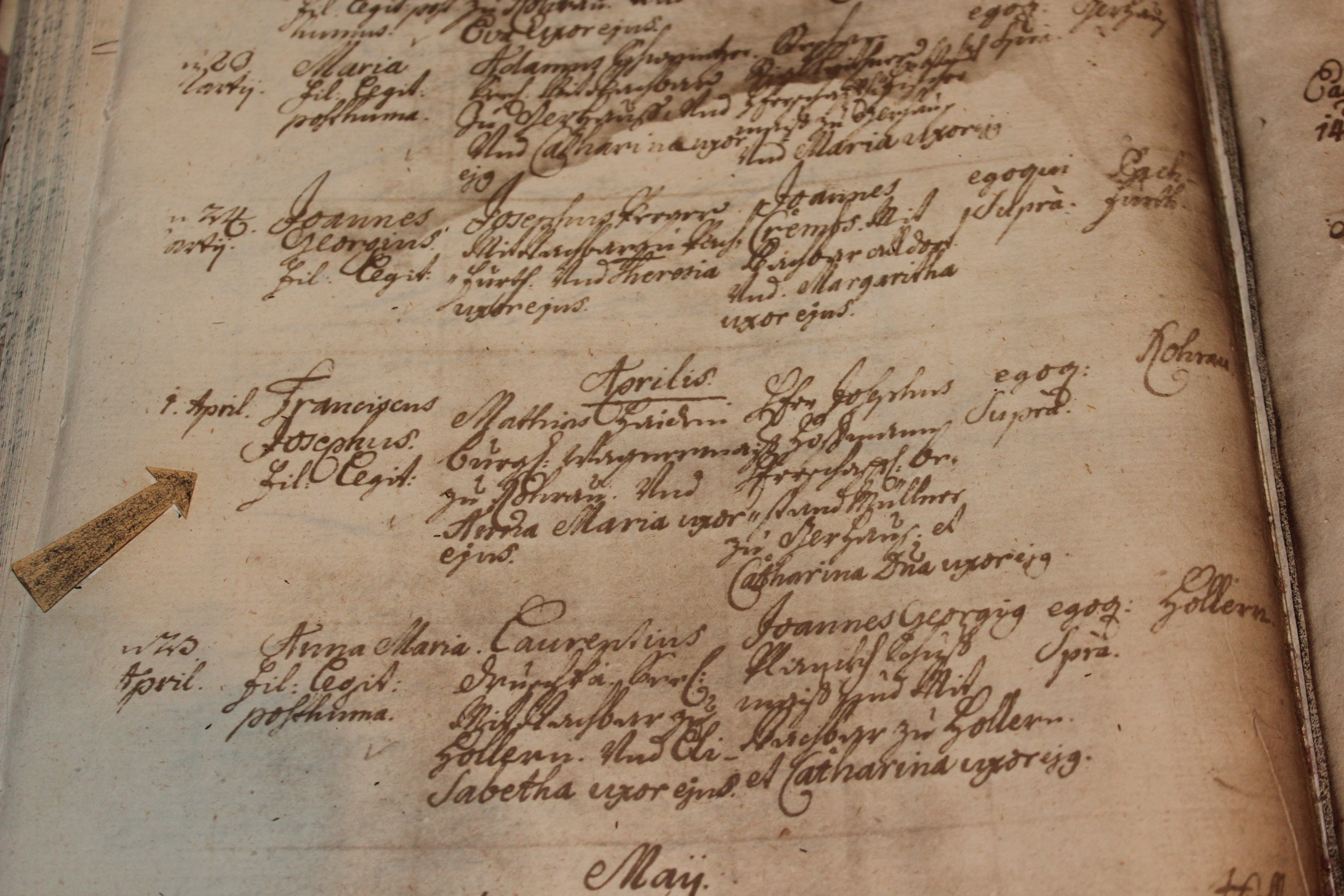
geboorteregistratie van Haydn